# Vindornyalak
Vindornyalak is een plaats (község) en gemeente in het Hongaarse comitaat Zala. Vindornyalak telt 97 inwoners (2001).

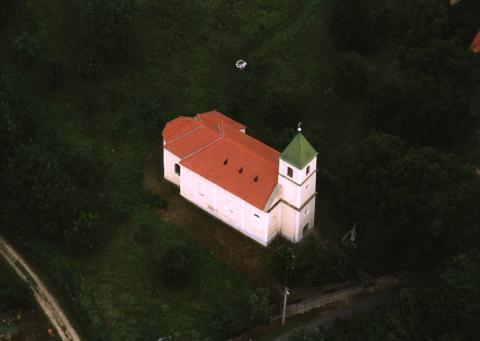
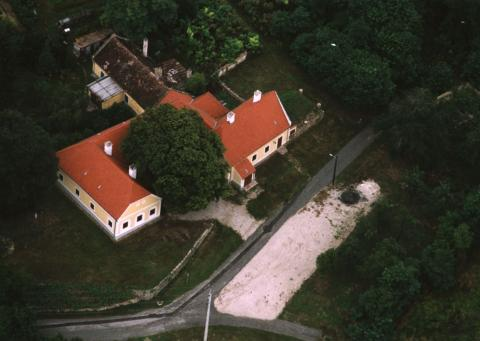